# Gallo (lingua)
Il gallo (nome nativo galo, in francese gallo, pronuncia sempre /ɡa.lo/) è una lingua romanza, diffusa nella regione francese della Bretagna, insieme al bretone, che appartiene invece al ramo celtico delle lingue indoeuropee. Viene definito anche langue gallèse (termine francese da non confondere con gallois, "gallese"), britto-romanzo, alto-bretone.

## Caratteristiche
Il gallo è diffuso nella parte orientale della Bretagna, detta Haute-Bretagne o Breizh Uhel.
Fa parte della famiglia delle lingue d'oïl, branca delle lingue gallo-romanze che comprende il francese, il piccardo, il vallone, il normanno e molte altre.
Tuttavia il gallo ed il bretone si sono molto influenzate l'una con l'altra nel corso dei secoli, sia dal punto di vista grammaticale sia da quello lessicale.

## Statuto
Nel dicembre 2004, il Consiglio regionale della Bretagna ha ufficialmente riconosciuto all'unanimità il gallo e il bretone come «lingue della Bretagna» al fianco della lingua francese, nell'ambito di un piano a favore del bilinguismo in Bretagna per salvare le lingue regionali.
Dal 2006, il gallo è proposto come lingua facoltativa alla maturità. Questa opzione è effettiva solo nei dipartimenti bretoni.

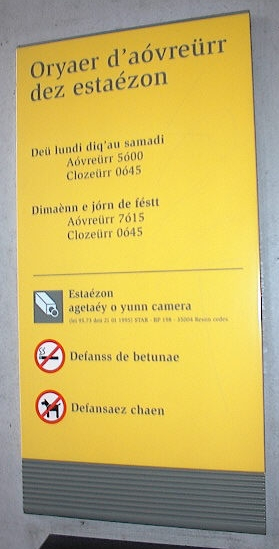
Cartello in lingua galla nella metropolitana di Rennes

## Toponimi
- departamàn dou Ille-e-Vilenne ou Ill-e-vilaenn: (Ille-et-Vilaine)
  - Arjantrae: (Argentré-du-Plessis)
  - Boen: (Bain-de-Bretagne)
  - Cauncall: (Cancale)
  - Foujerr o Foujère: (Fougères)
  - Resnn o Rènne ou encore Renn: (Rennes)
  - Rdon: (Redon)
  - Saent-Malô: (Saint-Malo)
  - Teintenyac: (Tinténiac)
  - Vitrae: (Vitré)
- departamàn dou Loère-Atlantiqe: (Loire-Atlantique)
  - Anczeniz o Anceniz: (Ancenis)
  - Bass-Goleinn: (Basse-Goulaine)
  - Blaen: (Blain)
  - Borg-de-Baz: (Batz-sur-Mer)
  - Borg-Noe-an-Rais: (Bourgneuf-en-Retz)
  - Châtiaubriant: (Châteaubriant)
  - Cliczon: Clisson
  - Naunnt o Nàntt: (Nantes)
  - Paeï de Nàntt: (Pays de Nantes)
  - Paeï de Rais: (Pays de Retz)
  - Saent-Nazère o Saent-Nazaer: (Saint-Nazaire)
- departamàn dou Graéy d'Armor: (Côtes-d'Armor)
  - Finyac: (Yffiniac)
  - Loudia o Lodeiac: (Loudéac)
  - Mateinyon: (Matignon)
  - Saent-Bérieu o Saent Berioec: (Saint-Brieuc)
- departamàn dou Morbihan: (Morbihan)
  - Crugèu: (Cruguel)
  - Plleurmé o Ploermaèu: (Ploërmel)
  - Terdion: (Trédion)
  - Vann: (Vannes)